# Frank Elstner

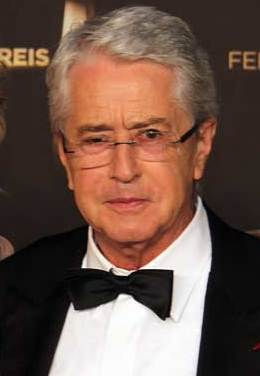
Frank Elstner (2012)

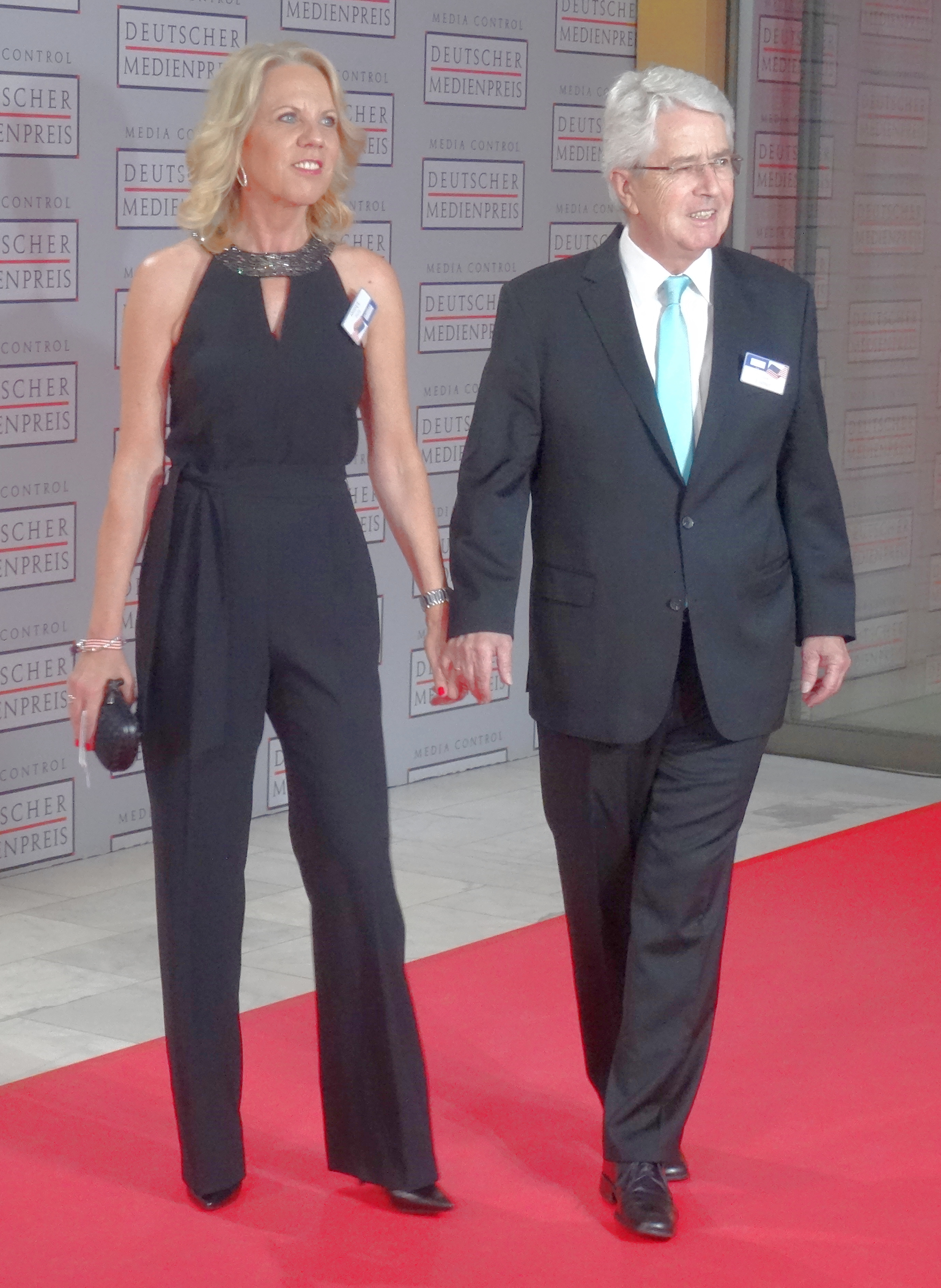
Frank Elstner mit Ehefrau Britta auf der Verleihung des Deutschen Medienpreises 2016 im Mai 2017 in Baden-Baden

Frank Elstner (eigentlich Timm Franz Maria Elstner; * 19. April 1942 in Linz) ist ein deutsch-luxemburgischer Radio- und Fernsehmoderator, der in den 1960er und 1970er Jahren maßgeblich das Programm von Radio Luxemburg prägte. Zudem ist er Showmaster und Entwickler von Fernsehshows und erfand 1981 mit Wetten, dass..? eine der erfolgreichsten Fernsehshows Europas.

## Leben und Karriere
Frank Elstner wurde als Sohn der Schauspieler Erich Elstner und Hilde Engel-Elstner in Linz an der Donau geboren. Sein Vater war Sudetendeutscher und als Oberspielleiter am Theater in Brünn im Protektorat Böhmen und Mähren tätig. Als Kleinkind erlebte Frank Elstner den Todesmarsch der Vertriebenen von Brünn nach Wien mit. Danach übersiedelte die Familie nach Berlin. Später zog die Familie nach Köln. Ab Anfang der 1950er Jahre wuchs Elstner in Baden-Baden und Rastatt auf. Er besuchte das Ludwig-Wilhelm-Gymnasium in Rastatt, bis er der Schule verwiesen wurde. Mit 14 Jahren wechselte er auf das Markgraf-Ludwig-Gymnasium in Baden-Baden, das er ohne Abitur verließ. Als Kind war er Ministrant. Zudem war er Pfadfinder in der Deutsche Pfadfinderschaft Sankt Georg.
Schon früh machte Elstner Erfahrungen mit dem Medium Hörfunk, indem er in Hörspielen des Südwestfunks mitwirkte. So sprach er z. B. im Jahr 1950 das Bambi in einer Hörspielproduktion. Seinen Wunsch, Theaterwissenschaft in Freiburg zu studieren, konnte er wegen des nicht bestandenen Abiturs nicht verwirklichen.

### Radio Luxemburg
Bekannt wurde Elstner ab 1964 als Sprecher (Moderator), Chefsprecher und späterer Programmdirektor der Fröhlichen Wellen von Radio Luxemburg (bis 1983). Da die Sprecher Radio Luxemburgs unter Vornamen arbeiteten und es bereits einen Sprecher namens Tom gab, wurde Elstner gebeten, ein Pseudonym zu wählen, um Verwechslungen vorzubeugen. Er wählte den Namen seines Bruders, Frank. Zu Elstners populärsten Sendungen, die zu Aushängeschildern des Senders wurden, gehörten die sonntägliche Hitparade, Die großen 8 am Samstagnachmittag und die werktäglich ausgestrahlte Luxemburger Funkkantine, die er zusammen mit weiteren Starsprechern des Senders, darunter Dieter Thomas Heck, Jochen Pützenbacher und Helga Guitton, moderierte. Gerd Bacher vom ORF holte den damals als Experten für Jugendradio geltenden Elstner eine Zeit lang als Berater für den Aufbau von Ö3 nach Wien.

### Fernsehkarriere
Elstners Fernsehkarriere begann mit Schlag nach im Grundgesetz! – Geschichten aus Adorf (1964–1968), einem Quiz, in dem er in einzelnen Episoden auch als Schauspieler auftrat. Bekannt wurde er mit Spiel ohne Grenzen, dessen Moderation er von seinem früheren Chef bei Radio Luxemburg, Camillo Felgen, übernahm. Es folgten Die Montagsmaler (1974–1979), die später bis 1996 von Sigi Harreis weitergeführt wurden; zuvor hatte Elstner im Regionalfernsehen des Südwestfunks einen Vorläufer unter dem Titel Punkt, Punkt, Komma, Strich moderiert (1969–1973).
1981 erfand Elstner Wetten, dass ...?, bis heute eine der erfolgreichsten Fernsehshows Europas. Er moderierte sie 39 Mal von 1981 bis 1987, dann gab er die Moderation an Thomas Gottschalk ab. In der Wetten, dass ...?-Sommersendung auf Mallorca am 18. Juni 2011 übernahm Elstner nochmals die Moderation einer Wette. In der 212. Ausgabe im April 2014 verkündete Gottschalks Nachfolger, Markus Lanz, nach drei weiteren Ausgaben werde die Sendung zum Jahresende eingestellt. In der letzten Sendung sollten Elstner und Gottschalk als Ehrengäste auftreten. Dies wurde später vom ZDF abgesagt.

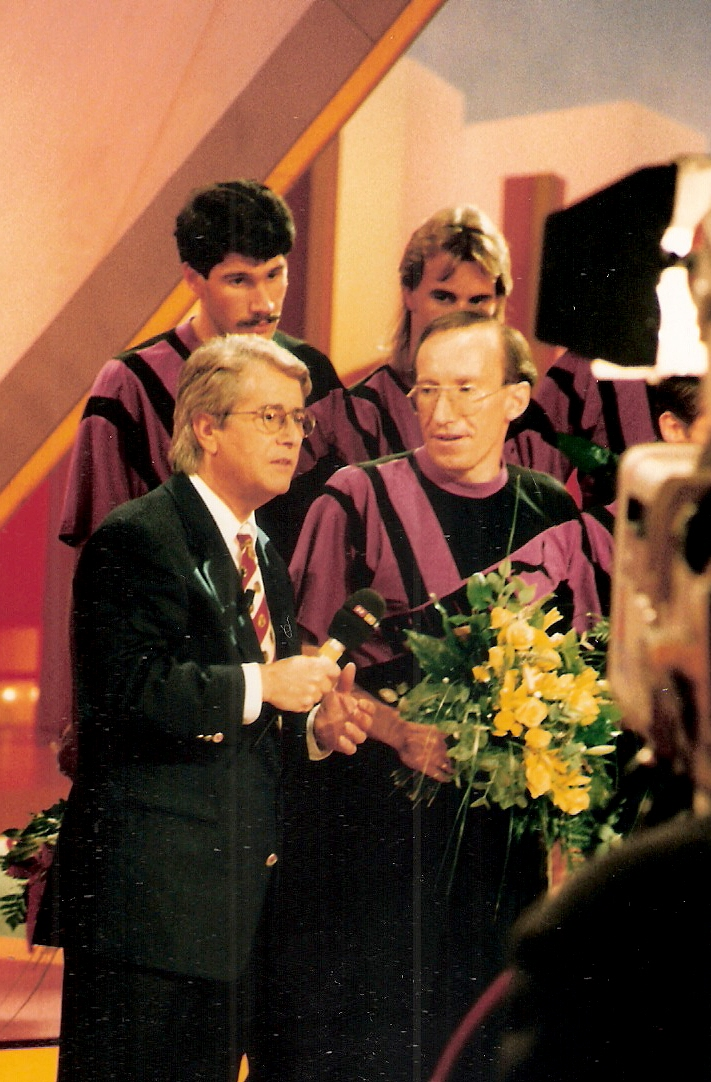
Aber Hallo am 5. Oktober 1993: Elstner im Interview mit Feuerwehr-Weltmeister Franz-Josef Sehr

Für das ZDF entwickelte Elstner weitere Shows: In Die stillen Stars interviewte er 138 Nobelpreisträger. Als die Einschaltquoten von Nase vorn und Elstner und die Detektive hinter den Erwartungen zurückblieben, wandte er sich dem RTL-Fernsehen zu, u. a. mit der Quizsendung Jeopardy! in einer deutschen Version. Außerdem moderierte er in den 1990er Jahren Aber Hallo bei RTL. In seiner Firma Elstnertainment entwickelte er Sendeformate, die er sowohl öffentlich-rechtlichen als auch privaten Fernsehsendern anbot.
Zuletzt arbeitete Elstner vorwiegend für den Südwestrundfunk, in dessen drittem Fernsehprogramm er bis Oktober 2015 die Samstagabend-Talkshow Menschen der Woche moderierte. Vom 28. September 2002 bis zum 21. November 2009 präsentierte er als Nachfolger von Cherno Jobatey Verstehen Sie Spaß? im Ersten. In der letzten Sendung stellte er seinen Nachfolger, Guido Cantz, vor. Außerdem moderierte er mit Monica Lierhaus bis Anfang 2005 die Show Einfach Millionär der ARD-Fernsehlotterie. Bis Mai 2011 verkündete er die Gewinner der ARD-Fernsehlotterie sonntagabends.
Von 2006 bis 2008 präsentierte Elstner im Südwest-Fernsehen die Quiz-Show Die Besten im Südwesten. Außerdem moderierte er mit dem Wissenschaftsjournalisten Ranga Yogeshwar in der ARD Die große Show der Naturwunder. Für die ARD-Fernsehlotterie moderierte er bis Ende 2011 auch Das unglaubliche Quiz der Tiere. Am 4. Februar 2009 präsentierte er die im Rahmen einer Pressekonferenz abgehaltene Preisverleihung der Goldenen Kamera. Anlässlich des Eurovision Song Contests 2011 führte Elstner durch eine Folge der Show für Deutschland im ARD-Abendprogramm.
2014 war Elstner als Schauspieler in dem Musikvideo zu Traum des Rappers Cro zu sehen.
In Anerkennung seiner Lebensleistung und zu Ehren seines 75. Geburtstages feierte die ARD Elstner am 8. April 2017 mit der Show Top, die Wette gilt!, moderiert von Kai Pflaume.
Seit April 2019 moderiert Elstner die YouTube-Show Wetten, das war’s ...?, in der er Prominente interviewt. Im November 2019 wurde bekannt, dass die Talkshow 2020 zu Netflix umzieht. Für die ersten fünf Netflix-Folgen interviewte er Klaas Heufer-Umlauf, Joko Winterscheidt, Lena Meyer-Landrut, Charlotte Roche und Daniel Brühl. Auf YouTube erschienen weitere Folgen mit Jan Böhmermann, Herbert Grönemeyer, Helene Fischer und Giovanni di Lorenzo. Zudem moderierte Elstner in der Jubiläumssendung von Wetten, dass ...? am 6. November 2021 die letzte Wette an und trat als Wettpate auf.
Anlässlich seines 80. Geburtstags sendete die ARD am 15. April 2022 eine „Überraschungsshow“ für Elstner, zu der prominente Wegbegleiter eingeladen waren: Jan Böhmermann, Anke Engelke, Jean-Claude Juncker, Thomas Gottschalk, Barbara Schöneberger, Günther Jauch und Michelle Hunziker. Ferner war er am 3. Mai 2022 Gast der ARD-Talksendung Maischberger. Am 21. Juli 2022 wurde über YouTube und die ARD-Mediathek eine Folge der Reihe Kurzstrecke mit Pierre M. Krause mit Elstner veröffentlicht.

## Trivia
Elstner ist Vater von fünf Kindern. Seinen ersten Sohn (* 1966) hat er mit Elisabeth Elstner, mit der er 1967/68 verheiratet war. Sohn Thomas (* 1971), Geschäftsführer der Berliner Produktionsfirma Zoo Agency, stammt aus der Ehe (1969 bis 1985) mit der Luxemburgerin Sylvie Kaiser. Aus einer Beziehung mit der Sängerin Marion Maerz stammt eine Tochter, Jazzsängerin Mascha Litterscheid (* 1975). Elstner ist seit 2009 mit Britta Gessler verheiratet, die er 1984 kennenlernte. Aus dieser Verbindung gingen zwei Töchter hervor, darunter die Schauspielerin Enya Elstner (* 1997).
Elstner lebte vier Jahrzehnte im Großherzogtum Luxemburg. Er wohnt heute in Baden-Baden. Er besitzt ein Feriendomizil auf Mallorca.
Aufgrund einer angeborenen Fehlbildung seines rechten Auges (Mikrophthalmie) trägt Elstner seit seinem 20. Lebensjahr eine Augenprothese.
Im Jahr 2019 machte Elstner seine Parkinson-Erkrankung öffentlich. Seit 2020 unterstützt er die Parkinson Stiftung. Mit dem Vorsitzenden der Stiftung, Jens Volkmann, schrieb er das Buch Dann zitter ich halt – Leben trotz Parkinson, das ein Spiegel-Bestseller wurde.
Anlässlich seines 80. Geburtstags erzählte Elstner der Saarbrücker Zeitung, zunächst habe er Theologie, später Theaterwissenschaft studieren wollen. Dass er in der Unterhaltungsbranche gelandet sei, verdanke er einem Zufall. Er traf 1964 Gislind Milligan, mit der er als Kind beim Südwestfunk gearbeitet hatte und die inzwischen (unter dem Pseudonym Renate, später Karin) Sprecherin bei Radio Luxemburg war. Sie teilte ihm mit, dass dort eine Sprecherstelle frei sei. Die Zeit bei Radio Luxemburg bezeichnet Elstner als die schönste seines gesamten Berufslebens.
Elstner war Mitglied der 15. Bundesversammlung und nahm als solches am 18. März 2012 für die Christlich Demokratische Union Deutschlands (CDU) an der Wahl des deutschen Bundespräsidenten teil.

## Auszeichnungen
1979 erhielt Elstner das Verdienstkreuz am Bande der Bundesrepublik Deutschland. Im Jahr 2000 wurde er zum Oberösterreicher des Jahrhunderts in der Kategorie Show gewählt. Im Jahr 2006 wurde er in die Hall of Fame der Rose d’Or aufgenommen. Als Anlass dazu gilt das 25-jährige Jubiläum seines größten Erfolges Wetten, dass..? Am 25. Mai 2007 wurde ihm vom Bayerischen Ministerpräsidenten für sein Lebenswerk der Ehrenpreis des Bayerischen Fernsehpreises verliehen. Im April 2009 erhielt Frank Elstner die Verdienstmedaille des Landes Baden-Württemberg. Im Oktober 2012 erhielt er bei der Verleihung des Deutschen Fernsehpreises 2012 in Köln den Ehrenpreis der Stifter des Deutschen Fernsehpreises. Im März 2013 wurde Frank Elstner für seine Verdienste um die Unterhaltung mit der Ehrenmedaille der Stadt Baden-Baden in Gold ausgezeichnet. Im Januar 2015 wurde er mit dem Saumagen-Orden ausgezeichnet.
Frank Elstner wurde am 25. Oktober 2015 in Köln mit dem Ohrenorden der Bürgergesellschaft Köln von 1863 ausgezeichnet, überreicht vom Vorsitzenden der Bürgergesellschaft Michael Melles. Der Ohrenorden, gestaltet und gestiftet vom 2014 verstorbenen deutschen Bildhauer Kurt Arentz, wird seit 1991 jährlich an Personen verliehen, die „ihr Ohr am Puls der Zeit haben“ und auf jeweils unterschiedliche Art besondere gesellschaftliche und soziale Beiträge leisten oder geleistet haben. Der erste Ordensträger ist Hans-Dietrich Genscher. Im Juni 2017 wurde Elstner mit dem Verdienstkreuz 1. Klasse des Verdienstordens der Bundesrepublik Deutschland ausgezeichnet. Zudem ist er seit 2019 Träger des Luxemburgischen Verdienstordens (Chevalier).
Im September 2019 erhielt Elstner, im Alter von 77 Jahren, den Youtube Goldene Kamera Digital Award in der Kategorie „Best Newcomer“.
Am 21. November 2019 erhielt er den Bambi für sein Lebenswerk. Im November 2023 wurde er mit dem Goldenen Verdienstzeichen des Landes Oberösterreich ausgezeichnet.

## Moderationen

### Im Hörfunk

#### Radio Luxemburg
- Der fröhliche Wecker
- Luxemburger Funkkantine
- Tanz mit Helga und Frank
- Stammtischbrüder Dieter und Frank
- Frank bei guter Laune
- Wochenend und Sonnenschein
- Hier Frank – wer da?
- BRAVO-Musikbox
- Die großen 8
- Hitparade
- Luxemburger Strandhotel
- Autofahrer unterwegs
- Hörergrußlotterie
- Im Club bei Frank

### Im Fernsehen

#### Fortlaufend
- seit 2010: Elstners Reisen, SWR Fernsehen

#### Ehemals
- 1968–1974: Spiel ohne Grenzen, Das Erste – als Co-Moderator
- 1971–1973: Punkt, Punkt, Komma, Strich, Das Erste
- 1972–1973: Spectaculum, Das Erste
- 1974–1979: Die Montagsmaler, Das Erste
- 1976: Die Goldene Kamera, Das Erste
- 1981–1987: Wetten, dass..?, ZDF
- 1982–1988: Menschen, ZDF
- 1983–1992: Wir stellen uns, ZDF
- 1986–1994: Die stillen Stars, ZDF
- 1988–1990: Nase vorn, ZDF
- 1990: Guten Abend, Deutschland, ZDF/DFF
- 1992: Elstner und die Detektive, ZDF
- 1993–1995: ABER HALLO! – Die Frank Elstner-Show, RTL
- 1994: Flieg mit Air-T-L, RTL
- 1994–1998: Jeopardy!, RTL
- 1995–1997: April, April, RTL
- 1997: Eduard Zimmermann: Meine größten Fälle, ZDF
- 1999–2011: Deutsche Fernsehlotterie, Das Erste
- 2000–2015: Menschen der Woche, SWR Fernsehen
- 2002–2009: Verstehen Sie Spaß?, Das Erste
- 2004–2005: Einfach Millionär!, Das Erste
- 2006: Deutschland spielt auf, Das Erste
- 2006–2008: Die Besten im Südwesten, SWR Fernsehen
- 2006–2017: Die große Show der Naturwunder, Das Erste
- 2007–2011: Das unglaubliche Quiz der Tiere, Das Erste
- 2007–2015: Ein bisschen Spaß muss sein!, SWR Fernsehen
- 2009: Die Goldene Kamera, Das Erste
- 2011: Show für Deutschland, Das Erste
- 2012: Das NRW-Duell Extra lustig, WDR Fernsehen
- 2017: Top die Wette gilt!, Das Erste
- 2019–2020: Wetten, das war’s..?, YouTube/Netflix
- 2022: Frank Elstner – Noch eine Frage!, Das Erste

## Veröffentlichungen
- Spiel mit. Das große Spiele-Buch des deutschen Sportbundes für Sport, Spiel, Spaß. BAKA-Druck. Dortmund. 1979.
- Wetten, dass ..? Die originellsten Wetten meines Publikums. Droemersche Verlagsanstalt. München 1982. ISBN 978-3-426-19054-8
- Selbst-Porträt der Kindheit und Jugend in: Florian Langenscheidt (Hrsg.): Bei uns zu Hause. Prominente erzählen von ihrer Kindheit. Düsseldorf 1995, ISBN 3-430-15945-8.
- mit Matthias Rheinschmdt: ArtenSchatz: Unsere abenteuerlichen Reisen zu mutigen Menschen und faszinierenden Tieren.   Gütersloher Verlagshaus. 2017. ISBN 978-3-579-08696-5
- mit Lothar Frenz: Das unglaubliche Quiz der Tiere. Rowohlt Verlag. Berlin. 2009. ISBN 978-3-87134-638-5
- Wetten Spaß. Mein Leben, meine Gäste, meine Shows. Herder, Freiburg im Breisgau 2012, ISBN 978-3-451-30647-1.
- mit Gerd Schnack: Bonusjahre. Durch Bewegung, Meditation und Elastizität in ein erfülltes und gesundes Leben. Piper, München 2017, ISBN 978-3-492-05836-0.
- mit Claus Leitzmann: Leben geht durch den Magen. Wie Sie mit gesunder Ernährung fit und leistungsfähig bleiben. Piper, München 2019, ISBN 978-3-492-05951-0.
- mit Christian Ehrlich: Entdecke bedrohte Tiere. Natur und Tier Verlag, Münster 2020, ISBN 978-3-86659-413-5.
- mit Thorsten Kienast: Mehr Power für den Kopf. Das Bonusjahre-Programm: Wie man innere Ruhe findet, Probleme löst und sich weniger Sorgen macht. Piper-Verlag, München 2020, ISBN 978-3-492-07039-3 (288 S.).
- mit Jens Volkmann: »Dann zitter ich halt« – Leben trotz Parkinson: Symptome – Behandlung – Perspektiven | Ratgeber für Betroffene und ihre Angehörigen. Piper Verlag. München 2021. ISBN 978-3-492-07112-3

## Hörbücher
- Bambi. Der Audio Verlag, Berlin 2005, ISBN 978-3-86231-982-4, (Hörspiel von 1950, 1 CD, 82 min).
- Der kleine Lord. Der Audio Verlag, Berlin 2005, ISBN 978-3-89813-472-9, (Hörspiel, 1 CD, 72 min).